# Mohammed Allouch
Mohammed Allouch, né le 7 août 1989 à Tilbourg (Pays-Bas), est un joueur international néerlandais de futsal.

## Biographie
Le 17 octobre 2010, il commence officiellement sa carrière internationale avec les Pays-Bas futsal dans un match face au Paraguay (défaite, 1-5).